# Operalnia
Operalnia (německy Opernhaus – operní dům) je název divadelní budovy používaný v Polsku v období Sasko-polského království. První opera byla uvedena do provozu v roce 1748 ve Varšavě.

## Opera ve Varšavě
Varšavská opera byla první veřejné operní divadlo v Polsku. Činnost zahájila v den králových jmenin, 3. srpna 1748. Nacházela se v jihozápadní části Saské zahrady (na dnešní křižovatce ulice Marszałkowska s ul. Królewska).
Budova opery byla postavena v roce 1725 z podnětu krále Augusta II., který pro tento účel původně vyčlenil 5 000 dukátů. Mezi možné tvůrce návrhu budovy patří Józef Galli-Bibiena, Mateusz Daniel Pöppelmann, Carl Friedrich Pöppelmann a Joachim Daniel Jauch.
Na umělecké výzdobě budovy se podíleli malíř Mock a sochař Yinache. Předlohou varšavské opery bylo Malé divadlo v Drážďanech z roku 1687.
V prvních letech byla operní představení vzácná a vystupovaly zde zahraniční operní skupiny, které prováděly italské opery. Za panování krále Augusta III. se tu hrálo pravidelně. V letech 1758–1762 se tady konala představení Drážďanské opery Johanna Adolpha Hasseho. Za vlády Stanislawa II. Augusta operní repertoár zahrnoval francouzské vaudevilles a italské komické opery.
19. listopadu 1765 byla komedií Natręci Józefa Bielawského v budově opery zahájena činnost varšavského Národního divadla zřízeného králem Stanislavem Augustem, v němž účinkoval první stálý soubor polských herců.
Z důvodu špatného technického stavu byla budova v roce 1772 zbořena. Od roku 1773 se operní představení konala v Radziwiłłském paláci na Krakovském předměstí.